# C/2019 U6 (Lemmon)

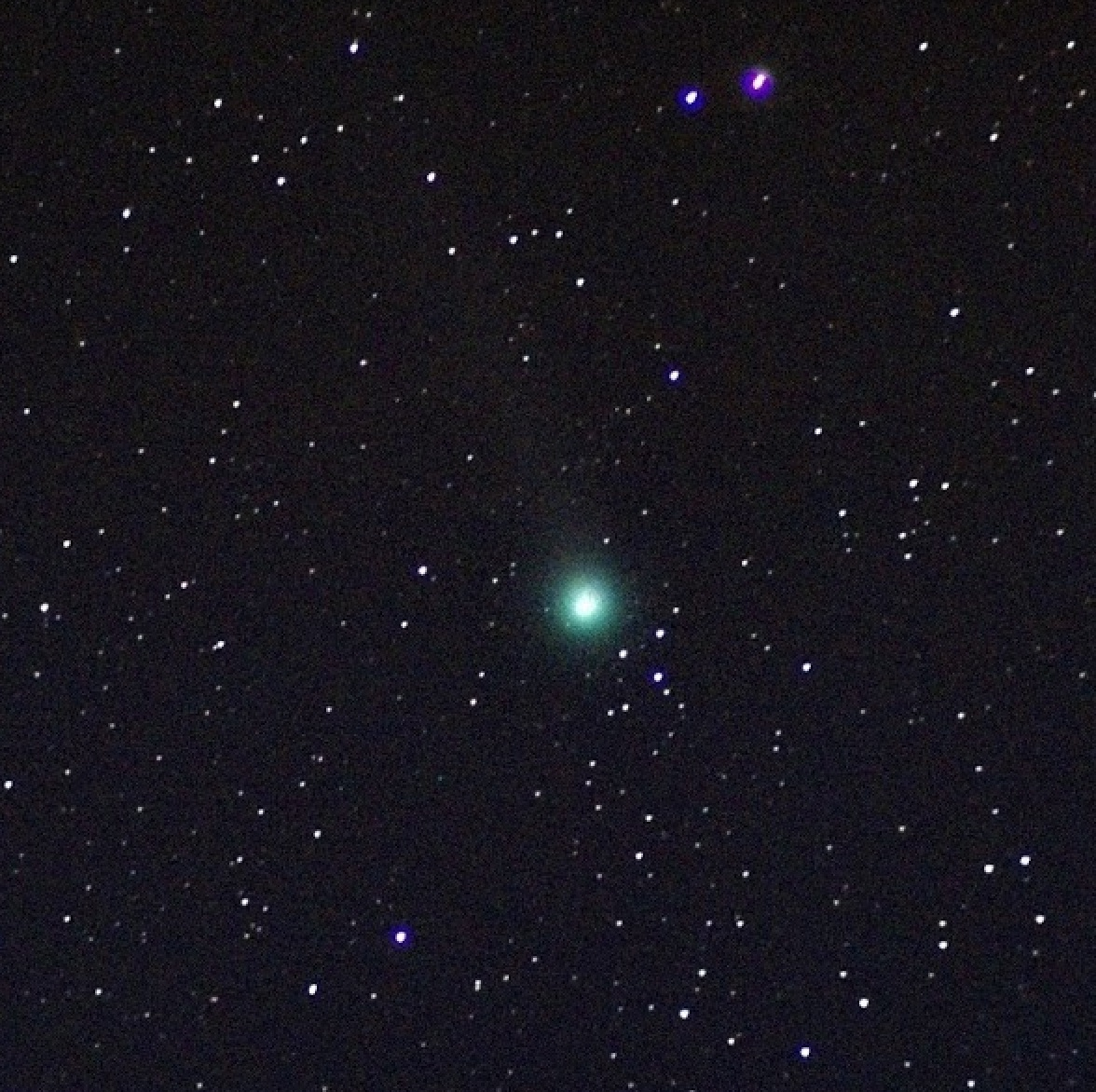

Pour les articles homonymes, voir Comète Lemmon et Lemmon.
C/2019 U6 (Lemmon) est une comète du système solaire. Cet objet avait initialement reçu la désignation A/2019 U6, c'est-à-dire d'un petit corps sans activité cométaire (planète mineure) dont l'orbite a des caractéristiques typiques de celles des comètes. Cet objet a en effet une orbite à longue période avec une inclinaison de 61,0 degrés. Son périhélie se trouve à 0,91 unité astronomique du Soleil. Elle y passe le 18 juin 2020. Avec une magnitude absolue de 14,5, elle doit mesurer entre 2,4 et 7,5 kilomètres.